# Félix Méndez Martínez
Félix Méndez Martínez (Madrid, 1870-Madrid, 1913) fue un escritor festivo, periodista y humorista español.

## Biografía

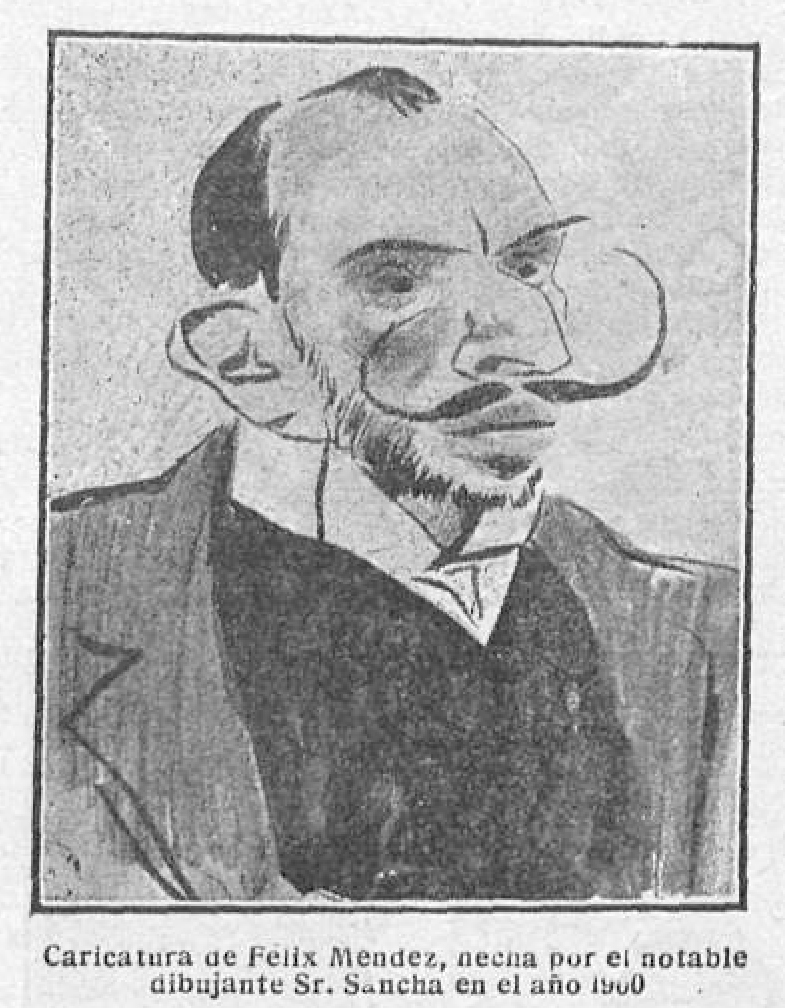
Caricaturizado por Sancha

Nació en 1870 en Madrid. Julio Cejador y Frauca lo describe como «un humorista a lo Taboada». Publicó un libro de Epigramas, además de colaborar como articulista en la prensa periódica. En lo relativo al teatro estrenó El Puesto de la inocencia (1897) un sainete, escrito junto a Ceferino R. Avecilla. Falleció el 30 de noviembre de 1913, enfermo de tuberculosis. Fue enterrado en el cementerio del Este.